# Ecphantor
Ecphantor is een geslacht van kreeftachtigen uit de klasse van de Malacostraca (hogere kreeftachtigen).

## Soort
- Ecphantor modestus Manning & Holthuis, 1981